# Majnóvschina
Majnóvschina, también llamada la revolución majnovista, fue un movimiento revolucionario de carácter anarcocomunista y guerrillero nacido durante la guerra civil rusa entre 1918 y 1921. Su objetivo era implementar un sistema en que aldeanos y trabajadores industriales pudieran abolir las estructuras estatales y capitalistas, para autogestionarse a través de asambleas y federaciones de aldeas, municipios y consejos sindicales. 
Gracias al poderío militar conseguido por su Ejército Negro conquistaron territorio al este de la actual Ucrania principalmente en el actual óblast de Zaporiyia y sus alrededores, territorio que fue llamado Majnovia, donde expropiaron a terratenientes e industriales de sus propiedades. Establecieron una economía de trueque entre comunidades rurales y urbanas. La pertenencia a estas era voluntaria, y quienes se negaban gozaban de ciertos derechos básicos pero estaban en desventaja frente a quienes participaban. Los majnovistas dejaban a los pueblos y ciudades que tomaban organizarse por su cuenta, pero exigían apoyo para defender esos territorios de todo intento de reimponer el Estado por parte de alguno de los beligerantes.
Este movimiento se distinguió entre muchos otros levantamientos y gobiernos campesinos por la extensión del territorio que llegó a controlar, movilización masiva, organización y motivación ideológica. Su mayor adaptabilidad a las circunstancias de la guerra le permitió resistir mucho más tiempo que los ejércitos campesinos.

## Ucrania a inicios delsigloXX
Las estepas ucranianas tienen una larga historia de resistencia a las invasiones. Anexadas por Moscú tras la expulsión del Imperio otomano a inicios del siglo XVIII, sus habitantes decimonónicos se enfrentaron a la progresiva implantación de la servidumbre. Hubo zonas nunca completamente sometidas a la autoridad moscovita, especialmente las "islas" del Bajo Dniéper, donde había villas autogobernadas apodadas volnitza, «vida libre». A inicios del siglo XX, los comunistas ganaban el apoyo de los obreros de las ciudades industriales del este y, en menor medida, de los campesinos del oeste (cerca de la mitad antiguos siervos).

## Invasión de los Imperios Centrales
Néstor Majnó nació en el pueblo Guliaipole en una familia de pobres campesinos, empezó a trabajar cuando era muy joven como cerrajero hasta que en 1906 es arrestado por estar involucrado con grupos terroristas y anarquistas (después de ser brevemente bolchevique y quedar convencido de que estos no respondían a los intereses de los obreros). Se salvó de la horca por su poca edad y fue condenado a trabajos forzados por veinte años en la prisión central de Moscú. Fue liberado por una amnistía decretada por el nuevo gobierno el 1 de marzo de 1917 y volvió a Guliaipole, donde pasó los siguientes meses organizando un sóviet y una comuna autónomos. En octubre, fue nombrado presidente de la Unión Campesina Regional, de la Comisión Agrícola, de la Unión Profesional de Obreros Metalúrgicos y Carpinteros, y presidente del Sóviet de Obreros y Campesinos de Guliaipole. Poco después era nombrado comandante de las guerrillas anarquistas por el Comité Revolucionario local. A mediados de 1918, comenzaron sus operaciones contra la ocupación de Ucrania por medio millón de soldados alemanes y austrohúngaros, que reclamaron el país en marzo y abril tras el Tratado de Brest-Litovsk.
También combatieron a los aliados de la fuerza invasora: los terratenientes, la Rada Central Ucraniana y la Varta o «guardia nacional», que pretendían acabar con los logros conseguidos por las capas más bajas de la sociedad. Tras la caída del zar Nicolás II, obreros y campesinos se enfrentaron al Gobierno Provisional Ruso, muchas veces manipulados por bolcheviques (que después no dudarían en reprimirlos al llegar al poder). En el proceso, se apropiaron de industrias y tierras, expulsando a los propietarios y formando sus propios consejos o sóviets. Destacó otra sublevación, en las villas de Zvenýhorod y Taraschanka, en la gobernación de Kiev, liderada por atamanes de tendencias políticas anarquistas, que consiguieron movilizar 30.000 a 40.000 campesinos con 200 ametralladoras y 2 baterías de artillería. A comienzos de agosto, los bolcheviques se hicieron con el control del levantamiento, lo que llevó a la pérdida del apoyo popular y su colapso, aunque ya había cobrado la vida de 6.000 soldados alemanes. Revueltas como aquella costaron la vida de 19.000 germanos entre abril y junio. Se caracterizaban por estar desconectadas entre sí, carecer de programa político y sólo compartir la defensa de las tierras conseguidas.
Para septiembre, Majnó había logrado unificar las distintas partidas del sudeste ucraniano y se hacía con el territorio con apoyo bolchevique. Así, Guliaipole se vuelve «el centro de Unión de millares de campesinos en varias provincias». En respuesta, sus enemigos atacaron la casa de su madre y fusilaron a su hermano Emelián, un inválido de guerra. Sus partidarios respondieron a crímenes como este tratando relativamente bien (para esas circunstancias) a los prisioneros, pero ejecutando a oficiales y soldados reconocidos por su crueldad contra los civiles. Al resto se les daban charlas para explicarles los motivos de la lucha majnovista, se los animaba a hacer revoluciones sociales en sus países y se les daba literatura anarquista y, ocasionalmente, dinero. Algo similar se intentó después con los cosacos del Don y del Kubán capturados.
Entre octubre y noviembre, combatieron al hetman Pavló Skoropadski. Esto los llevó a aliarse con el Directorio nacionalista de la República Popular de Ucrania, encabezado por Simon Petliura. Estos últimos reclutaron 60.000 campesinos, entusiastas pero mal armados, contra los invasores y el hetman. El 21 de noviembre 40.000 ponen sitio a Kiev y el 14 de diciembre los sitiados se rinden a cambio de poder evacuar y volver a Alemania (Skoropadski se fue con ellos). Ese mismo día Petliura entraba victorioso en la capital ucraniana. Durante diciembre, Majnó tomaba Ekaterinoslav, expresando su «odio hacia lo urbano» disparando un cañón de tres pulgadas contra los edificios más altos y hermosos del lugar mientras sus hombres quemaban archivos, bibliotecas y tiendas, destruían las cárceles y saqueaban la localidad, algo que repitieron en otras tomas de urbes. Los anarquistas no se fiaban de los nacionalistas, considerándolos un intento de la burguesía de prolongar su poder manipulando al campesinado. No eran nacionalistas por su ideología internacionalista, ya que lo consideraban algo contrario a la unidad de los trabajadores y la lucha de clases, sin embargo, si favorecieron fue el rescate de la cultura y lengua ucranianas. Pronto empezaron los combates pero las fuerzas de Petliura se debilitaron rápidamente por las deserciones.
Debe mencionarse que el movimiento majnovista no incluía a todos los anarquistas ucranianos, de hecho, algunos lo condenaron abiertamente. A pesar de esta oposición, muchos ácratas notables viajaron a Guliaipole, formaron una asociación de anarquistas y un periódico propagandístico llamado Put k Sbodobe y establecieron relaciones con la Confederación Nabat, Confederación Anarquista Nacional.

## Majnovia

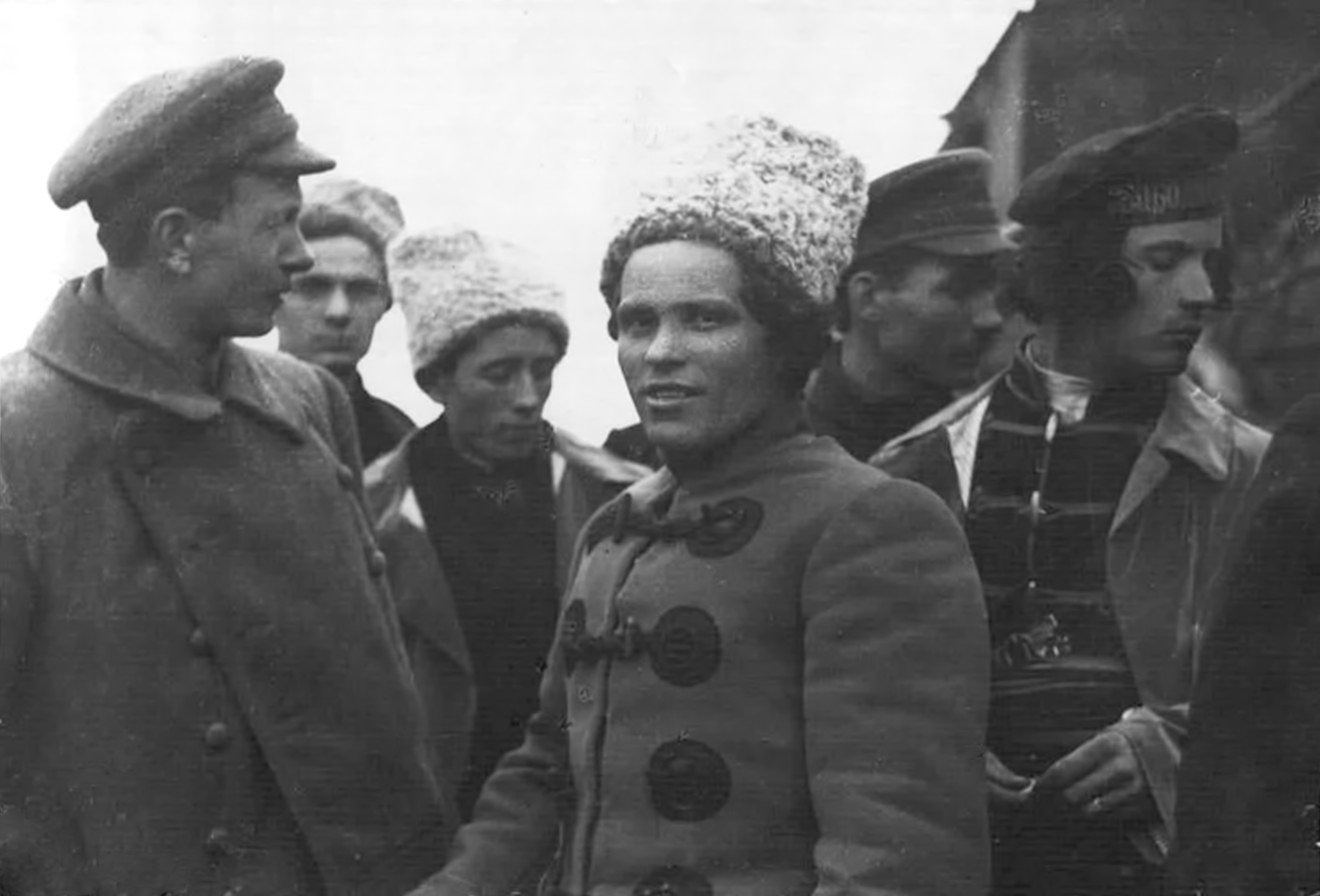
Fotografía de 1919 con Néstor Majnó (centro), Simon Karétnik (tercero desde izquierda) y Fedir Shchus (primero desde derecha).

Tras la capitulación de los Imperios Centrales en noviembre de 1918, los bolcheviques declararon nula la paz de Brest-Litovsk e intentaron reconquistar lo cedido. Se producen los primeros encontrones con los majnovistas, que no aceptan que les impongan sus autoridades. El nuevo régimen produce descontento en toda Ucrania, naciendo fuerzas independientes de campesinos, algunas son simples bandas delictuales, otras verdaderos ejércitos. Estas partidas se propagan por el país y se dedican a luchar contra nacionalistas, rojos y blancos.
Ese mismo mes se proclama el Majnovia, con capital en Guliaipole, y se funda «la comuna del trabajo libre y los sóviets libres de los trabajadores», área que se mantuvo sin gobierno hasta junio del año siguiente. Con las tierras de los nobles repartidas entre los campesinos se formaron cooperativas autogestionadas y voluntarias de 100 a 3.000 miembros. Los aldeanos eran dueños del producto de su trabajo y podían comerciar con los obreros como querían, pero las industrias estaban cerradas por la guerra y los habitantes de las ciudades no producían nada que el campesinado quisiera. Los majnovistas defendían su autonomía regional, el autogobierno de los campesinos, la propiedad individual a pequeña escala de la tierra y el trabajo comunitario de esta.

Se establecieron sóviets libremente elegidos a través de los cuales la población decidía cómo gobernarse. Mientras se expandían, en todo pueblo o ciudad donde entraban ayudaban a los habitantes a formar sus propios sóviets sin imponerles nada. Poco después se organizan dos congresos regionales de estos sóviets libremente electos de las regiones bajo su control para coordinar la vida política, económica y militar. El primero en Bolshaya Mijáylova el 23 de enero de 1919 se centraba en cómo enfrentar a blancos y nacionalistas, y el segundo en Guliaipole el 12 de febrero que ordenaba la movilización general contra los blancos para reemplazar a muchas unidades guerrilleras, exhaustas tras seis meses de combates seguidos. Formaron un Consejo Revolucionario Militar que convocó un nuevo congreso para el 10 de abril, asistiendo delegados de 72 distritos que representaban dos millones de personas. El principal tema de debate fue el creciente intervencionismo comunista en sus asuntos. Esto disgusto a los líderes bolcheviques, que se consideraban la única autoridad legítima y Pável Dybenko lo declaró ilegal; cuando se supo que en abril o mayo le llegó a Majnó una carta del general blanco Andréi Shkuró con una propuesta de alianza para «la salvación del pueblo ruso», acusaron a los cabecillas anarquistas de conspirar con los contrarrevolucionarios (a pesar de que rechazaron la alianza) y trataron de controlar a las guerrillas. Desde las ciudades y con lentitud, los comunistas ejercieron su propaganda a favor de su gobierno, pero el frío recibimiento los hizo limitarse a eso y no imponer la Cheka en la región.

## Represión
Los seguidores de Majnó, apodado Batko (ucraniano: Батько) o «Padre», cometieron sus propias matanzas a medida que se expandían. La matanza más conocida fue la Eichenfeld o Dubovka (actual Novopetrovka, vólost de Nikoláipole) durante la noche del 26-27 de octubre de 1919, donde asesinaron a 136 terratenientes menonitas. Persiguieron a todo aquel que acusaban de explotador: terratenientes, kuláks, gendarmes, sacerdotes, alcaldes, oficiales militares, etc. Como otros caudillos, Majnó animó a los campesinos ucranianos, que formaban el 90% de sus combatientes, contra un enemigo: menonitas, luteranos, católicos, alemanes y judíos, que eran latifundistas. La primera razón era su ideología anarquista, el movimiento «era enemigo, en principio, de toda religión y de toda deidad»; aunque oficialmente no reprimía a estos grupos por cuestiones religiosas, pues eso iría en contra de su respeto a la libertad individual del trabajador, sino como enemigos del campesinado.

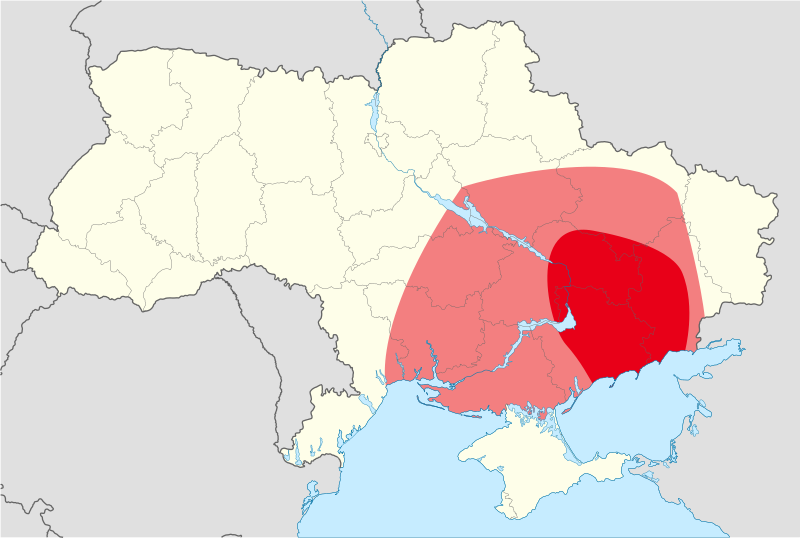
Límites geográficos aproximados de territorio comúnmente denominado Majnovia. En rojo las zonas bajo control de los majnovistas, con su base de operaciones en Juliaipole, y en rosado las áreas con fuerte influencia.

La segunda razón fueron las tierras con las que se hicieron los aldeanos en la revolución rural de 1917, que expropiaron a los terratenientes. Tras esto empezaron a quitarles todo aquello que requerían sus guerrillas y asesinaron a todo real o supuesto opositor. El terror majnovista duro más tiempo que el de otros movimientos campesinos porque estaban mejor organizados y concentrados en un área específica de mucho valor para blancos y rojos, debieron luchar constantemente contra y no deseaban una quinta columna en su "retaguardia", como podían ser esas minorías, sobre las que estaba la sospecha de ser explotadores deseosos de volver al poder. Muchos guerrilleros buscaban reclutar con los lemas «maten a los judíos, comunistas y comisarios» o «limpien la retaguardia de judíos» y «unirse a Majnó». Sin embargo, debe mencionarse que los dirigentes del movimiento siempre fueron abiertamente contrarios al antisemitismo y contaron con el apoyo de las comunidades judías. También denunciaron la «instrumentalización política del antijudaísmo». Después de algunas matanzas en sus territorios en febrero de 1919, Majnó proporcionó armas y municiones a los judíos para formar milicias de autodefensa de sus juderías.
El antisemitismo era una herencia cultural que venía desde muy antiguo en la sociedad rusa. Los negros nunca lo promovieron, por el contrario, combatieron con palabras y actos. Se estima que 120.000 judíos fueron asesinados en Ucrania en 1919, principalmente por los blancos.

## Ejército Negro
Majnó mandaba al Estado Mayor del Ejército Insurreccional de Ucrania (o Ejército Negro por el color de sus banderas). Él y sus oficiales respondían ante un Consejo Regional formado por la unión de sóviets regionales. Era una fuerza de voluntarios y no se aceptaban las levas. Sus fuerzas estaban organizadas en una reserva estratégica y cuatro cuerpos activos, estos últimos divididos en una brigada de infantería y otra de caballería. Las brigadas se organizaban en tres o cuatro regimientos. El caudillo era siempre protegido por un cuerpo de 150 a 200 jinetes selectos, los que pasarían a 500 apoyados por 10 ametralladoras. Se ha estimado que sólo el 30% tenía armas modernas de los arsenales y el resto estaba en la reserva esperando ser armado. Muchos sólo tenían hachas, picas, horcas, garrotes, viejas carabinas y fusiles de caza, unos pocos rifles y ametralladoras.
Desarrollaron una guerra que mezclaba el combate tradicional con el vandalismo de forma exitosa. Capaces de asaltar trenes blindados, eran increíblemente móviles, podían recorrer 60 o 70 km al día con su caballería, y eran famosos por usar tachankas, carretas ligeras equipadas con ametralladoras, perfectas para ataques rápidos y sorpresivos en la retaguardia enemiga, retirándose antes que adversario respondiera. Por esa exitosa defensa entre 1917 y 1921 el Majnovia era llamado «una república en tachankas». Dependían del suministro de caballos que les entregaban las villas como aporte a su autodefensa, especialmente en los primeros tiempos, cuando cada aldea organizaba sus propios cuerpos de milicia y propaganda y debido a lo cual la mayoría de los oficiales eran aldeanos, a diferencia de los ejércitos zaristas, donde la mayoría eran nobles o de clase media alta.
Según estudios de Victor F. Belash, a comienzos de la guerra civil, en el verano de 1918, los majnovistas contaban con sólo 1.500 bayonetas, 500 sables, 50 pistolas y 4 cañones. Exactamente un año más tarde, su arsenal aumentó a 40.000 bayonetas, 10.000 sables, 500 a 1.000 ametralladoras y 20 cañones operados por 35.000 combatientes apoyados por 13 000 civiles auxiliares ocupados en áreas de la medicina, las comunicaciones, el transporte de suministros y el comando. Al finalizar 1919 tendrían 1.000 a 1.435 ametralladoras, 48 a 118 cañones, 4 a 7 trenes blindados y algunos vehículos blindados operados por 14.000 a 40.000 infantes, 6.000 a 15.000 jinetes y 5.000 operarios de artillería y ametralladoras.
En sus Memorias, Majnó afirma que en el culmine de sus fuerzas, durante 1919, le seguían 30.000 efectivos activos, 70.000 en reserva, 48 ametralladoras, 4 trenes blindados, 4 vehículos blindados y 1.000 ametralladoras. Esas fuerzas se distribuirían en aproximadamente 83.000 infantes y 20.135 jinetes. Muy similar es la opinión de Lorena Paz Paredes, los anarquistas sumaban 29.000 guerrilleros activos y 20.000 reservistas en enero de 1919, aumentando en un mes en un millar de activos pero cincuenta mil los reservistas, alcanzando su clímax en septiembre con 100.000 combatientes en armas y 150.000 esperando ser armados. Aunque el historiador francés Alexandre Skirda eleva más los números, a 100.000 de los primeros y 250.000 de los segundos en esa misma época. Sin embargo, debido a la epidemia de tifus, en apenas un mes sus fuerzas cayeron a 28 000 hombres en el frente, teniendo más de 10.000 guerrilleros en sus hospitales, recuperándose levemente hasta llegar a 35.000 en junio de 1920.
| Principales estimaciones de la evolución de las fuerzas majnovistas |                    |               |
| Fuente                                                              | Fecha              | Fuerzas       |
| Piotr Arshínov                                                      | Febrero de 1919    | 20.000        |
|                                                                     | Agosto de 1919     | 15.000        |
|                                                                     | Verano 1921        | 5.000         |
| Vladímir N. Brovkin                                                 | Primavera 1919     | 20.000        |
|                                                                     | Verano 1919        | 15.000-20.000 |
| Inteligencia bolchevique                                            | Septiembre de 1919 | 25.000        |
|                                                                     | Agosto de 1919     | 15.000        |
|                                                                     | Finales 1919       | 25.000-60.000 |
| David Bullock                                                       | Fines 1918         | 1.500         |
|                                                                     | 1919               | 20.000-40.000 |
|                                                                     | 1920               | 10.000-15.000 |
|                                                                     | 1921               | 1.000-5.000   |

## Lucha contra Denikin
Ucrania estaba en un caos sin parangón en cualquier otro país moderno. Seis ejércitos combatían entre sí (nacionalistas, bolcheviques, aliados occidentales, polacos, blancos y majnovistas) desatando la violencia civil. Las ciudades pasaban de un dueño a otro por rápidos cambios en los frentes, hasta localidades vecinas quedaban incomunicadas por encontrarse en poder de distintos bandos, y el hambre forzaba a la gente a abandonar las urbes para buscar comida en el campo y los campesinos se armaban para expulsarlos.
Desde marzo de 1919 los negros combatieron al Ejército Blanco de Antón Denikin y el odio que tenía el campesinado contra los bolcheviques se volvió contra los nuevos invasores. Con este apoyo y el de numerosos desertores comunistas, los anarquistas se dedicaron a cortar las líneas de suministros de los contrarrevolucionarios a medida que estos avanzaban al norte, alejándose de sus bases en las costas septentrionales del mar Negro. Inicialmente, el avance blanco es fulminante: toman Tsaritsyn (3 de julio), Odesa (3 de agosto), Kiev (31 de agosto), Vorónezh (30 de septiembre) y Oriol (14 de octubre). Esto obliga a los majnovistas a retirarse 660 km desde Guliaipole en junio a las cercanías de Uman, al oeste del Dniéper, en septiembre. Perseguidos por el general Yákov Slashchov, los negros acaban por enfrentarlo en Peregónovka el 26 de septiembre. Tras la sorpresiva victoria, recuperan la iniciativa y se hacen con toda la región hasta llegar a Guliaipole en pocas semanas.
El 20 de octubre, toman Ekaterinoslav, urbe industrial de 110.000 habitantes, la que ocupan por varias semanas. Declaran la «completa libertad a todos los partidos y organizaciones para difundir sus ideas» pero prohibieron «preparar, organizar o imponer ningún poder político sobre el pueblo trabajador», es decir, prometían garantizar el autogobierno de obreros y campesinos contra poderes externos. Así, atacando en la retaguardia de los blancos, les dejan sin equipos, víveres y municiones y los obligan a distraer tropas. Además de los negros, los contrarrevolucionarios padecían el acoso de partisanos nacionalistas ucranianos y chechenos, debiendo distraer hasta 10.000 hombres para defender sus bases y líneas de suministros en el momento decisivo. Por otra parte, su frente era tan amplio y estaban tan dispersos que fueron fáciles víctimas del posterior contraataque rojo. De no ser por esto, probablemente los blancos hubieran entrado en Moscú a finales de diciembre de 1919.
El ejército de Denikin era demasiado pequeño para controlar a los 40 millones de habitantes del Cáucaso, Ucrania y Rusia Meridional. Su nacionalismo panruso le impedía hacer concesiones a las minorías nacionales para ganar su apoyo y movilizarlas, su deseo de restituir el pasado prerrevolucionario le impedía aceptar que muchos territorios estaban de facto independizados de Moscú.

## Relaciones con bolcheviques
Durante la lucha contra Denikin, los negros eran nominalmente leales a los rojos pero la autoridad de estos últimos jamás se consolidó en esos territorios. Por otra parte, los comunistas se retiraron de Ucrania para defender el centro de Rusia y bloquearon el acceso de armas a los anarquistas con la esperanza que los blancos les aniquilaran. Para León Trotski era preferir después enfrentar a los blancos, odiados por el pueblo, que al vigoroso movimiento negro. Por eso, Majnó lo acusó de traicionar la economía campesina, impedir el autogobierno local y la autodeterminación nacional. Los bolcheviques respondieron acusando a los anarquistas de colaborar con los contrarrevolucionarios. Lo cierto es que los majnovistas jamás se aliaron con ningún movimiento contrarrevolucionario para enfrentar a los comunistas,
Mientras Majnó defendía de los cosacos blancos Guliaipole, llegó un tren blindado de Járkov con el pretexto de traer ayuda a los anarquistas, pero llevaba al comisario político y general Kliment Voroshílov con órdenes secretas de Trotski de arrestar a los jefes negros, desarmar a sus tropas y fusilar a los que se resistieran. Majnó fue advertido de esto e informó a su Estado Mayor. Dejaba el mando y pasaba a la clandestinidad el 8 de junio. Lo reemplazaba Aleksandr Semiónovich Krusser, quien fue asesinado en la noche del 9 a 10 de ese mes por los comunistas. El caudillo se mantuvo oculto hasta que los rojos abandonaron Ucrania.

## Relaciones con Grigóriev
En mayo Nikífor Grigóriev, atamán de Jersón, se alzó contra los comunistas pero fue vencido y forzado a buscar una alianza con los anarquistas, que rechazaron la oferta por la terrible fama de los pogromos del atamán. Posteriormente, ante la crítica situación, el 15 de junio decidieron pactar una alianza, lo que significaba romper abiertamente con Moscú. Sin embargo, Grigóriev se negaba a luchar contra los blancos. Desconfiando de él, Majnó convocaba una asamblea en Sentovo; ahí, el 27 de julio y ante 20.000 espectadores el atamán propuso una alianza con los blancos para acabar con la principal amenaza, que según él, eran los rojos. En respuesta, Majnó lo encaró y le recriminó sus pogromos y fusilamientos de campesinos, Grigóriev se enojó y quiso sacar su arma e inmediatamente le dispararon los hombres del Batko. Al instante, el Estado Mayor del atamán también fue asesinado o ejecutado sumariamente (según el historiador). Los demás seguidores del atamán fueron desarmados y reclutados a la fuerza, aunque otros historiadores argumentan que solo reclutaron a los que quisieron unírseles y el resto fue liberado poco después. Unidades completas de esos nuevos reclutas serían expulsados por seguir con su práctica de atacar juderías. Con esto, los majnovistas se vuelven la única gran guerrilla campesina de Ucrania.

## Primer conflicto con los bolcheviques
Tras la derrota de Denikin, los negros controlaban todo el sudeste de Ucrania. Desde el río Don hasta el Dniéster y desde Ekaterinoslav hasta el mar de Azov, aunque habían sido incapaces de retener los territorios ganados al oeste del Dniéster.
En octubre, el tifus dejó convalecientes a la mitad de los hombres y todos los comandantes y el resto había vuelto a sus aldeas. Fue entonces cuando los mandos bolcheviques les ordenaron combatir en la Guerra Polaco-Soviética, a lo que los anarquistas se negaron. Esto desencadenó una guerra en la que los rojos fusilaron a 200.000 campesinos ucranianos y deportaron a Rusia a otro tanto. Los majnovistas intentaron negociar algún tipo de autonomía con Lenin, pero la «vocación monopólica del poder soviético» no admitía límites a su autoridad. Para Moscú era vital hacerse con Ucrania, la mayor productora de granos e intentaron imponer una colectivización agrícola que los campesinos rechazaron.
Para diciembre, mientras los blancos y negros se replegaban, los rojos avanzaban. En ese período, los majnovistas perdieron su débil control de las ciudades de su región. Al mes siguiente el Batko daba la orden de ejecutar a todo activista bolchevique, miembro de la Cheka o soldado de las compañías encargadas de requisar granos. En respuesta, los comunistas envían a la Cheka a hacer ejecuciones masivas de aldeanos y prisioneros. En febrero de 1920, el Majnovia fue ocupado por las divisiones 42.ª, Letonia y estonia, unos 20.000 hombres. Majnó logró rodear a 10.000 estonios en Guliaipole, forzándolos a capitular y muchos se unieron voluntariamente a sus fuerzas.
En abril, cuando los polacos y nacionalistas de Petliura lanzaron una ofensiva para recuperar Kiev, la lucha contra los negros causó mucho daño al esfuerzo bélico comunista. La alianza entre nacionalistas y polacos fue lograda a cambio de la anexión por Varsovia de la República Popular de Ucrania Occidental o Galitzia. El 7 de mayo los aliados entran en la ciudad pero el 13 de junio son forzados a evacuarla y los rojos inician una ofensiva a gran escala.

## Lucha contra Wrangel
Era junio cuando el general blanco Piotr Wrangel, atrincherado en Crimea, le propuso a los majnovistas una alianza contra los bolcheviques, lo que fue rechazado, a pesar de lo cual, los rojos siguieron acusando a los anarquistas de conspirar con los contrarrevolucionarios. Wrangel lanzó su ofensiva aprovechando el ataque polaco a Kiev, capturando Aleksándrovsk, Synélnykove y Ekaterinoslav y conquistando la Táurida. En octubre anarquistas y comunistas resolvieron poner fin a la guerra y se unen contra Wrangel. Todos los majnovistas presos en Ucrania fueron liberados por Moscú y se les reconoció la autonomía política y económica de sus comunas. A la vez, Moscú y Varsovia ponen fin a su enfrentamiento, así los rojos concentran todas sus fuerzas contra los blancos y rápidamente hacen retroceder a Wrangel, que había extendido demasiado sus líneas.
En noviembre rojos y negros asaltan Crimea, forzando a los blancos a evacuar y poniendo fin a ese movimiento en la Rusia Europea. Los majnovistas, que iban en vanguardia, sufren enormes pérdidas. Acabada la guerra con polacos y blancos, los bolcheviques por fin podían centrarse en acabar con los atamanes ucranianos e imponer su orden en ese país. Debe entenderse que para un gobierno autoritario y centralizado como el de Lenin y Trotski era imposible aceptar un área autónoma dentro de sus fronteras. Por su parte, «república anarquista campesina de democracia participativa» se estaba quedando cada vez más aislada para enfrentar a todo el poderío moscovita, pero sus dirigentes no se daban cuenta porque carecían de una visión estratégica militar y política y solo pensaban a nivel táctica, y el apoyo masivo de los aldeanos les impedía ver su aislamiento.
La guerra ininterrumpida con múltiples enemigos le había impedido a los habitantes del Majnovia un mayor desarrollo económico, político, social o cultural, debiendo centrarse en una resistencia permanente. En Guliaipolie intentaron llevar a cabo el plan de reformas sociales con más fuerza. Se restableció en noviembre de 1920 un sóviet libre y el Consejo de Insurrectos Revolucionarios publicaron unos estatutos fundamentales para el funcionamiento de tal sóviet. Hubo un fuerte esfuerzo en reconstruir la enseñanza, después que la guerra hiciera abandonar a muchas escuelas y a los profesores dispersarse y buscar otros medios de subsistencia. Para dar conocimientos a un nuevo hombre libre, su sistema educacional estaba liberado de toda influencia eclesial o estatal, basado en los principios de Francisco Ferrer. Una comisión mixta de maestros, obreros y campesinos estaba a cargo del funcionamiento y mantenimiento de las escuelas primarias y los dos liceos. Se abrió un teatro que funcionaba todos los días. También hubo una fuerte preocupación por la formación política de los guerrilleros, cuyos educadores los acompañaron numerosas veces al frente para seguir adoctrinándolos.

## Derrota final ante los bolcheviques
Los ejércitos rojos de Mijaíl Frunze, Vasili Blücher y Aleksandr Kutépov sumaban 100.000 a 150.000 hombres, incluyendo el legendario Primer Ejército de Caballería de Semión Budionni,  cuando atacaron sorpresivamente a sus aliados anarquistas en la noche del 25 a 26 de noviembre. Un millar de majnovistas fue asesinado, principalmente los heridos convalecientes en los hospitales.
Majnó logró escapar, reorganizar a sus fuerzas y lanzar varias incursiones. En el verano de 1921, lanzó una incursión con 4.000 elementos seleccionados. Penetraron en veinte kilómetros por día (en total 1200 kilómetros en territorio enemigo) y luego treinta kilómetros diarios (1.500 kilómetros). El resultado fue sorprendente: los rojos tuvieron 13.400 prisioneros y 26.000 a 30.000 muertos, heridos o desaparecidos, entre ellos cerca de 2.000 altos dignatarios bolcheviques que fueron ejecutados. Los majnovistas siguieron con su política de explicar las causas de su lucha a los prisioneros e invitarlos a unírseles si querían y liberando al resto. Este trato, los vínculos generados al luchar juntos contra Wrangel, el odio que provocaban los mandos del Ejército Rojo y la represión política llevó a unidades comunistas completas a cambiar de bando. Pero solo se lograba retrasar su ya previsible derrota. Finalmente, Majnó, su familia y 250 seguidores debieron abrirse paso por territorio enemigo y cruzar el río Dniéster hacia Rumania un 28 de agosto de 1921.